# Telescopio del Horizonte de Sucesos

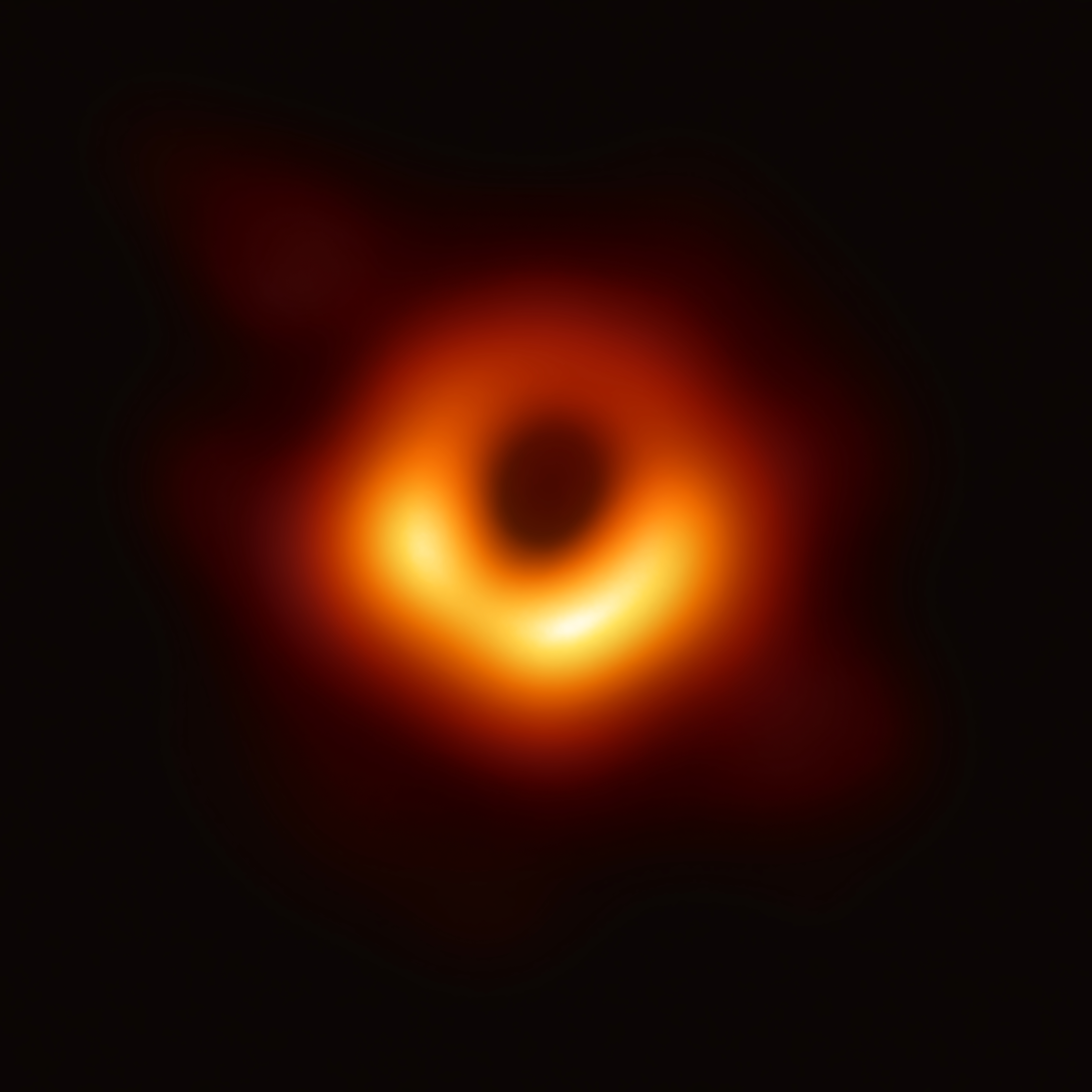
Primera imagen de un agujero negro supermasivo tomada por el Telescopio del Horizonte de Sucesos en 2019

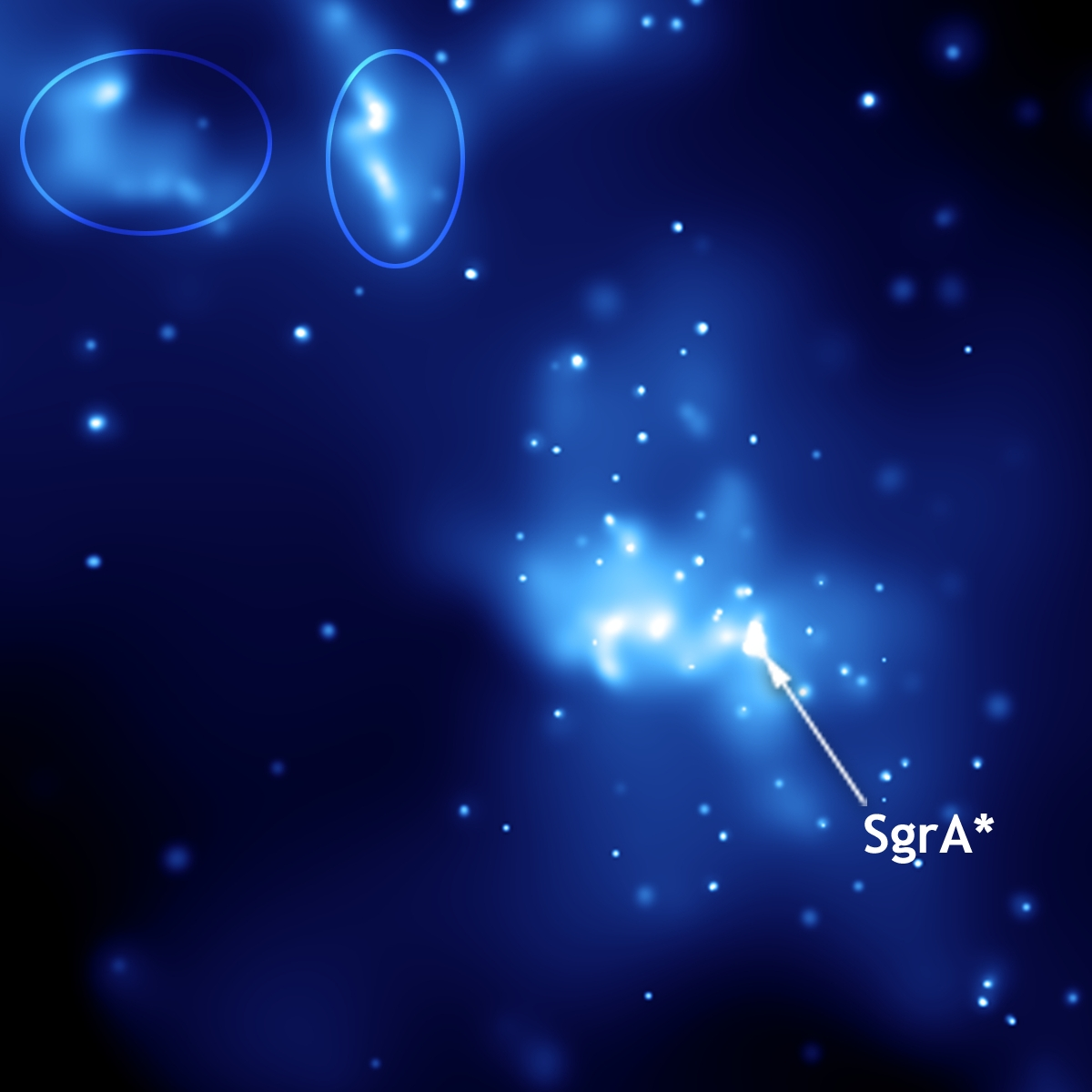
Sagitario A* (centro) y dos eco de luz de una reciente explosión (en el círculo)

Telescopio del Horizonte de Sucesos (también conocido por su sigla en inglés: EHT) es un conjunto de telescopios vinculados telemáticamente que combinan datos procedentes de estaciones de interferometría de muy larga base (very-long-baseline interferometry, o VLBI) ubicadas en diversas partes de la Tierra para observar el entorno más próximo al agujero negro supermasivo de la Vía Láctea, Sagitario A*, con resolución angular comparable a su horizonte de sucesos.
El conjunto de telescopios milimétricos que actualmente forman esta red son: Gran Telescopio Milimétrico Alfonso Serrano (GTM) de México, Atacama Large Millimeter Array (ALMA) de Chile, telescopio Polo Sur (SPT) en el polo austral, Atacama Pathfinder Experiment (APEX) en Chile, telescopio James Clerk Maxwell (JCMT) en Hawái, Submillimeter Array (SMA) en Hawái, Submillimeter Telescope (SMT) en Arizona y el Instituto Radioastronómico Milimétrico (IRAM) 30-m en España.
El California Array for Millimeter Astronomy (CARMA) fue miembro de la colaboración hasta 2015, cuando se desmanteló el telescopio, y próximamente el Northern Extended Millimeter Array (NOEMA) se unirá a la red.
El proyecto se propone hasta 2022 combinar instalaciones milimétricas/submilimétricas existentes y proyectadas en una de alta sensibilidad y alta resolución angular. El esfuerzo incluirá el desarrollo y despliegue de receptores submilimétricos de polarización dual, estándares de alta frecuencia estable para habilitar al VLBI en 230-450 GHz, mayor ancho de banda en backends y registradores VLBI, así como la puesta en marcha de nuevos sitios con instalaciones submilimétricas VLBI.
El 10 de abril de 2019, se publicó la primera imagen del agujero negro dentro de la galaxia Messier 87 captada mediante este proyecto.
El 12 de mayo de 2022, se publicó la segunda imagen de un agujero negro captada por este telescopio, en este caso Sagitario A*, el agujero negro supermasivo en el centro de la Vía Láctea.

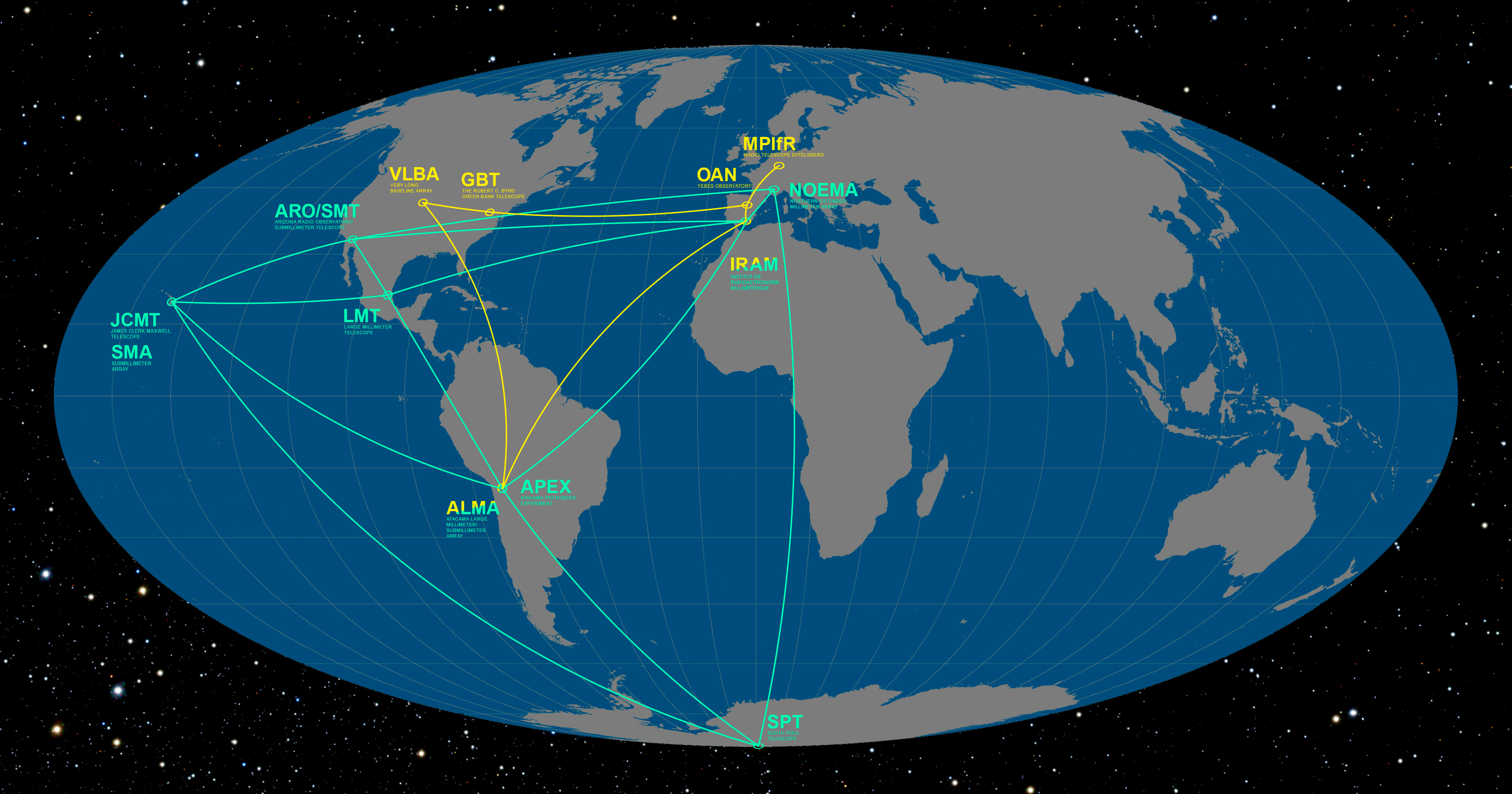